# 실라매에

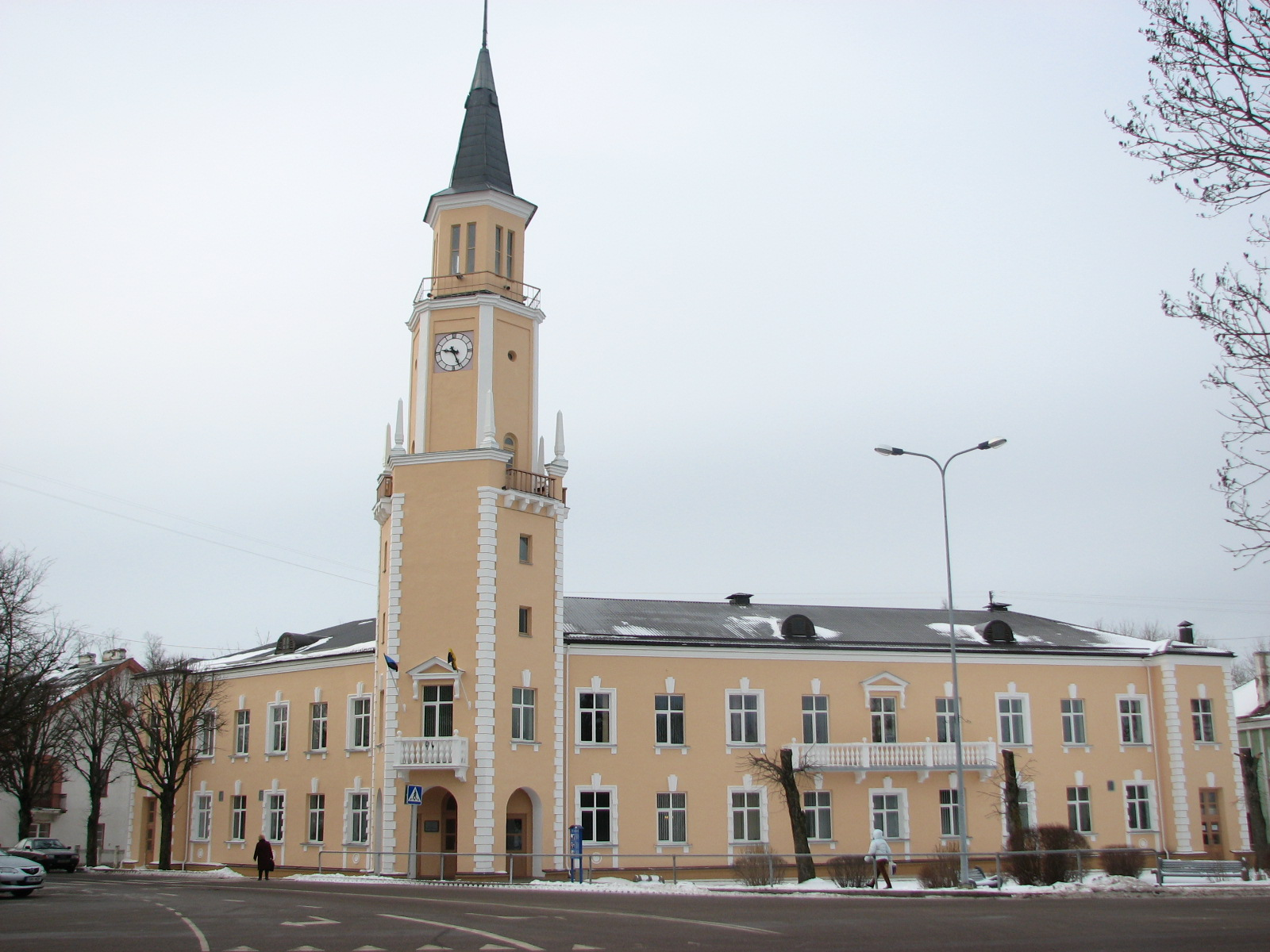
실라메 시청

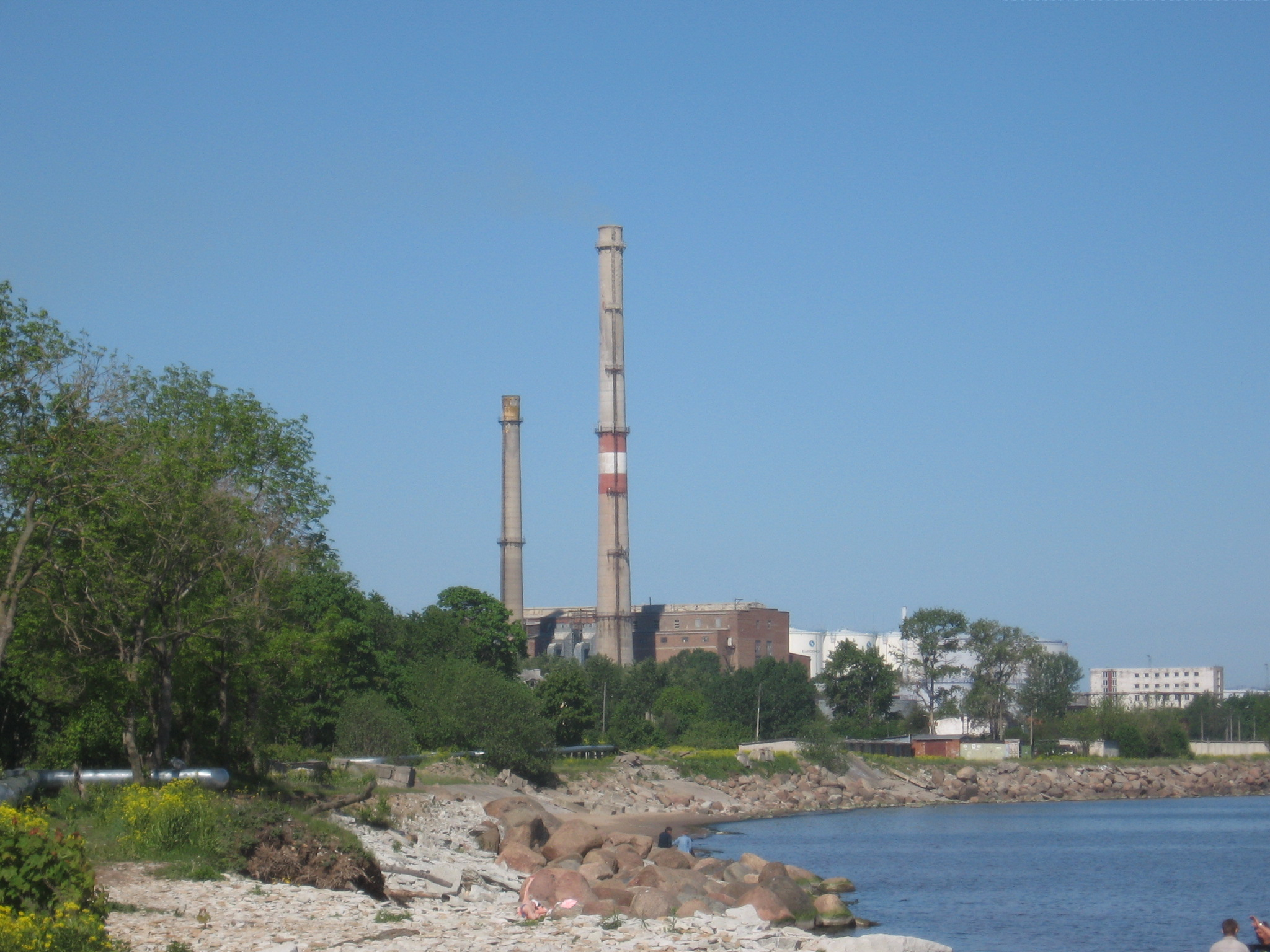
실라메 발전소

실라메(에스토니아어: Sillamäe)는 에스토니아 북부에 위치한 도시로, 래네비루 주의 주도이며 면적은 14.95km2, 인구는 14,706명(2011년 1월 기준), 인구 밀도는 996.53명/km2이다. 핀란드만 남안에 위치한다.
소비에트 연방 시절에는 한때 우라늄 가공 및 원자력 관련 시설이 있었던 관계로 폐쇄 도시로 남아 있던 적이 있었다. 당시 이곳에서 채굴된 우라늄은 체코슬로바키아, 루마니아, 폴란드, 헝가리, 동독 등 동구권 국가로 수출되었다고 전해진다.

시기
시 문장